# کاستاس سوکولیس
کاستاس سوکولیس (یونانی: Κώστας Μ. Σούκουλης؛ زادهٔ ۱۵ ژانویهٔ ۱۹۵۱) دانشمند در زمینه فیزیک اهل ایالات متحده آمریکا است.